# Natale in Silver Street
Natale in Silver Street è una raccolta di racconti dello scrittore olandese Michel Faber, ambientati nell'Inghilterra vittoriana.
I protagonisti delle storie sono i personaggi del libro Il petalo cremisi e il bianco, sempre di Michel Faber, edito nel 2003, e le storie sono collocate o prima degli eventi narrati nel libro o alcuni anni dopo.

## Racconti

### Natale in Silver Street
(Christmas in Silver Street)
La storia è ambientata nel dicembre del 1872, in una delle zone londinesi più equivoca e perduta, tra Regent Street e Soho, più precisamente a Silver Street. Sugar, una giovanissima ragazza che vive e lavora nel bordello di Mrs Castaway, si sveglia la mattina di Natale, dopo aver alzato il gomito la sera prima. nella sua stanza arriva Christopher, il figlio piccolo di una prostituta che lavora con Sugar, che si occupa di prendere e lavare la biancheria della casa e i due parlano del Natale, e del fatto che di solito le persone si scambiano i regali per quest'occasione, anche se entrambi non hanno mai festeggiato un Natale nel senso tradizionale del termine. Un uomo, piazzatosi sotto le finestre del bordello, comincia a cantare una canzone natalizia, e questo induce Sugar a vestirsi e ad uscire di casa.
La ragazza si reca in alcuni negozi, acquistando una cartolina di auguri natalizia, alcuni cioccolatini ed un pollo arrosto, poi torna di nuovo al bordello. Tutte le cose che ha comprato Sugar servono per fare una sorpresa a Christopher, che resta molto stupito e contento della cartolina e della cena inaspettata. Tutto va per il meglio, ad un certo punto una donna comincia a cantare, sotto le finestre dell'edificio, una canzone dedicata alle peccatrici che abitano nel bordello, ma Sugar e Christopher, abituati a questo genere di predicatori fai da te, non si scompongono per niente e continuano a gustarsi la loro cenetta. Una volta finito il pasto, Christopher se ne va, senza che Sugar riesca a dirgli quanto le dispiace che il ragazzino non possa godersi un Natale come si deve.

### La mosca e i suoi effetti su Mr Bodley
(The Fly, and Its Effect Upon Mr Bodley)
Mr Bodley, una mattina presto, si reca al bordello di Mrs Tremain, per lamentarsi con la tenutaria di una cosa spiacevole che gli è successa l'ultima volta che è stato nell'edificio, mentre si intratteneva con una prostituta, Minnie. 
Mr Bodley ha notato infatti una mosca posarsi sul gluteo sinistro della ragazza; lì per lì la cosa gli è passata di mente ed ha finito con soddisfazione l'incontro con Minnie, ma dopo il pensiero dell'insetto che si posava sulla carne viva di una giovane donna lo ha ossessionato, portandolo anche a pensare all'inutilità degli accoppiamenti vari che pratica nei bordelli. 
Mrs Tremain capisce che l'uomo ha soltanto bisogno di dormire, che le sue affermazioni sono solo farneticazioni di una persona che ha bisogno di riposo, e quindi lo spedisce a dormire in una stanza del bordello, da solo.

### La mela
(The Apple)
Siamo di nuovo nel bordello di Mrs Castaway. Sugar viene svegliata una mattina dal canto di una evangelista, che si è posizionata sotto la sua finestra, insieme ad una bambina, probabilmente la figlia, e ad un gran numero di opuscoli religiosi. Sugar, molto infastidita da quella presenza molesta, comincia a pensare ai libri che sta leggendo, al fatto che in nessuno di questi le protagoniste femminili sono donne vere, ma sempre e solo bamboline stupide e senza nessuna credibilità. La ragazza crede anche che sarebbe meglio smettere di leggere, e cominciare a scrivere lei stessa un romanzo, qualcosa di vero e crudo. La donna predicatrice, dato che la figlioletta si lamenta di trovarsi in quel luogo inospitale e freddo, le porge una mela, che però sfugge alla piccola e cade per terra. La madre, di scatto, dà un sonoro schiaffo alla piccola, e questo gesto fa infuriare molto Sugar, che si precipita in strada, mezza nuda, per affrontare la donna, ma non la trova e quindi torna dentro, dopo essersi fatta male ad un piede nudo.
Di nuovo in camera sua, Sugar si meraviglia per quella sua perdita di controllo, lei non si permette mai di esprimere emozioni, sa che questo non le permetterebbe di fuggire dal luogo e dalla condizione in cui si trova adesso. Una volta calmatasi, la ragazza si mette a leggere un giornale, in cui è presente un episodio di un romanzo a puntate, che fa arrabbiare di nuovo Sugar, dato che parla di una donna che cela all'uomo che l'ama di essere una prostituta, ma viene smascherata dall'amico del ragazzo innamorato. Sugar fa a pezzi il giornale, poi, una volta ripresasi, si accorge di aver commesso di nuovo il peccato di mostrare i suoi veri umori, e si ripromette di non farlo più. La mela che ha causato il piccolo incidente tra la donna evangelista e la figlia è sul balcone, pronta ad essere lanciata contro la matrona non appena quest'ultima si ripresenti in Silver Street.

### Cuoricini di cioccolato dal Nuovo Mondo
(Chocolate Hearts from the New World)
1850. Il dottor Curlew si preoccupa per il futuro della figlia, Emmeline, che invece di pensare a trovarsi un uomo da sposare, dato l'età non proprio verdissima, si dedica all'ideale missionario scambiando lettere con uomini di tutto il mondo, ma in special modo con uomini americani che possiedono degli schiavi, per indurli a liberare quei poveri disgraziati, ma non ottiene quasi mai risposta, e le poche che riceve sono in gran parte insulti. 
Un giorno, a casa Curlew arriva un pacco dall'America, al cui interno si trovano una scatola di cioccolatini, una fotografia e una lettera. La fotografia appartiene all'uomo che ha scritto la missiva, un proprietario terriero che le comunica che i suoi schiavi sono liberi, anche se lavorano sotto di lui, perché non fa loro mancare nulla, anzi li protegge dai pericoli in cui potrebbero incorrere se fossero lasciati a sé stessi, come auspicano i nordisti. L'americano approfitta della lettera per fare molti complimenti ad Emmeline, per la sua intelligenza e religiosità, e le invia la scatola di dolciumi come ringraziamento per la sua missiva. 
Il dottor Curlew spera che Emmeline gli scriva ancora, ma la donna non risponde direttamente alla domanda, si limita a prendere la lettera e la fotografia e ad andarsene in camera sua.

### Clara e l'Uomo dei Topi
(Clara and the Rat Man)
Clara, una volta lasciata la casa di William e Agnes Rackham, è finita a fare la passeggiatrice di strada, non riuscendo a trovare una professione migliore. Un giorno la donna fa la conoscenza di Mr Heaton, un uomo che le fa una strana proposta: la pagherà se Clara si farà crescere un'unghia. La donna, dopo un'iniziale titubanza, accetta il lavoro, prende lo scellino di paga e si scorda immediatamente dell'uomo e dell'unghia. La settimana dopo, Clara rincontra Mr Heaton, ma s'era inavvertitamente mangiata l'unghia durante i giorni. L'uomo decide di darle un altro scellino chiedendole di riprovarci.
Dopo alcune settimane, una volta che l'unghia ha raggiunto una bella lunghezza, Mr Heaton chiede a Clara di andare con lei ad assistere ad una caccia ai topi, a cui partecipa il cane di lui, Robbie, e nel bel mezzo dell'evento, la ragazza dovrà inserire il dito con l'unghia lunga nel retto dell'uomo, il tutto per dieci scellini.
Clara accetta, ma se ne pente subito dopo, però non riesce a trovare una motivazione credibile per poter saltare l'appuntamento, quindi il giorno prestabilito i due si incontrano e con una carrozza si recano nel luogo dove avverrà il combattimento. Clara resta affascinata dallo spettacolo del cane di Mr Heaton che stermina venti topi, tanto da dimenticarsi di fare quello che le ha chiesto l'uomo.
Clara e Mr Heaton se ne vanno dal locale dove si è tenuto il combattimento, e Clara cerca di scusarsi della sua dimenticanza, ma l'uomo fa finta di niente e non si lamenta più di tanto. Mr Heaton racconta a Clara il perché delle sue numerose cicatrici, che si è procurato durante un combattimento in Afghanistan. Clara fa sentire all'uomo che la sua unghia, seppur scheggiata, è sempre di una discreta lunghezza, ma Mr Heaton le dice che non è quello il momento giusto, facendo capire che forse ci potrebbero essere degli sviluppi della storia. Qui termina il racconto.

### La medicina
William Rackham, seduto alla scrivania della sua casa, ormai quasi vuota e triste, ripensa al suo passato. La sua mente si sofferma quasi solo su Sugar, la prostituta che, molti anni prima, a suo dire gli ha rovinato la vita. Prima ha tramato contro la moglie di William, Agnes, facendola impazzire definitivamente, poi non contenta gli ha portato via la figlia, Sophie. William, dopo questa disgrazia, si è risposato con Constance, una donna che non ama particolarmente e che non è riuscita a dargli un nuovo erede. 
Gli affari di William al momento non vanno più bene come prima, quando a consigliarlo e a guidarlo c'era la sua preziosa Sugar. 
William, dopo aver bevuto un bel po' di alcool, cade dalla sedia, e prima di essere soccorso dalla cameriera e dalla moglie, immagina che la prima persona pronta ad aiutarlo sia proprio Sugar, e ammette con sé stesso che la ragazza le manca tanto, terribilmente. 
Tutto questo dura però pochissimo, il tempo che William riprenda i sensi, si accorga che la sua amata prostituta non c'è e non tornerà mai più, e poi mestamente l'uomo si rimette al lavoro.

## Edizioni
- Michel Faber, Natale in Silver Street, traduzione di Giovanna Granato, Einaudi, 2005,  p. 137, ISBN 88-06-17942-X.